# Äzhibeksor Köli
Äzhibeksor Köli är en saltsjö i Kazakstan.   Den ligger i oblystet Qaraghandy, i den centrala delen av landet, 240 km sydväst om huvudstaden Astana. Arean är 70 kvadratkilometer.